# Список лидеров кинопроката США 2024 года
Список лидеров кинопроката США 2024 года содержит аннотированное перечисление фильмов, которые занимали первое место в США по итогам сборов каждой из недель 2024 года.

## Список
Указаны сборы в кинопрокате за одну текущую неделю.
| #  | Дата             | Фильм                                    | Сборы        | Примечания |
| -- | ---------------- | ---------------------------------------- | ------------ | --- |
| 1  | 7 января 2024    | Вонка                                    | $14 077 078  | «Вонка» стал первым фильмом после «Барби», который лидировал в прокате в четвёртый уик-энд, а также первым после «Топ Ган: Мэверик», который лидировал в прокате в течение трёх непоследовательных уик-эндов. |
| 2  | 14 января 2024   | Дрянные девчонки                         | $28 635 307  | |
| 3  | 21 января 2024   | Дрянные девчонки                         | $11 663 166  | |
| 4  | 28 января 2024   | Дрянные девчонки                         | $6 902 347   | «Дрянные девчонки» стали первым фильмом 2024 года, который возглавлял бокс-офис три выходных подряд. По первоначальным оценкам, «Пчеловод» опережал «Дрянных девчонок». |
| 5  | 4 февраля 2024   | Аргайл: Супершпион                       | $17 473 540  | |
| 6  | 11 февраля 2024  | Аргайл: Супершпион                       | $6 249 360   | |
| 7  | 18 февраля 2024  | Боб Марли: Одна любовь                   | $28 659 004  | |
| 8  | 25 февраля 2024  | Боб Марли: Одна любовь                   | $13 458 354  | |
| 9  | 3 марта 2024     | Дюна: Часть вторая                       | $82 505 391  | |
| 10 | 10 марта 2024    | Кунг-фу панда 4                          | $57 989 905  | |
| 11 | 17 марта 2024    | Кунг-фу панда 4                          | $30 149 970  | |
| 12 | 24 марта 2024    | Охотники за привидениями: Леденящий ужас | $45 004 673  | |
| 13 | 31 марта 2024    | Годзилла и Конг: Новая империя           | $80 006 561  | |
| 14 | 7 апреля 2024    | Годзилла и Конг: Новая империя           | $31 203 359  | |
| 15 | 14 апреля 2024   | Падение империи                          | $25 712 608  | «Падение империи» побило рекорд «Реинкарнации» (13,6 млн долларов) как самый кассовый дебютный уик-энд для фильма A24 и первый фильм компании, который занял первое место в бокс-офисе в дебютный уик-энд. |
| 16 | 21 апреля 2024   | Падение империи                          | $11 127 752  | |
| 17 | 28 апреля 2024   | Претенденты                              | $15 011 061  | |
| 18 | 5 мая 2024       | Каскадёры                                | $27 747 035  | |
| 19 | 12 мая 2024      | Планета обезьян: Новое царство           | $58 400 788  | |
| 20 | 19 мая 2024      | Воображаемые друзья                      | $33 715 801  | |
| 21 | 26 мая 2024      | Фуриоса: Хроники Безумного Макса         | $26 326 462  | |
| 22 | 2 июня 2024      | Гарфилд в кино                           | $14 005 272  | «Гарфилд в кино» занял первое место во вторые выходные после выхода в прокат. |
| 23 | 9 июня 2024      | Плохие парни до конца                    | $56 527 324  | |
| 24 | 16 июня 2024     | Головоломка 2                            | $154 201 673 | |
| 25 | 23 июня 2024     | Головоломка 2                            | $101 210 550 | «Головоломка 2» побила рекорд фильма «Братья Супер Марио в кино» (92,3 млн долларов) по самым высоким сборам за второй уик-энд для анимационного фильма и это стало самой большой суммой за вторые выходные для фильма со времён «Мстителей: Финал» (147,4 млн долларов). Она также стала первым анимационным фильмом, собравшим 100 миллионов долларов за вторые выходные. |
| 26 | 30 июня 2024     | Головоломка 2                            | $57 520 208  | «Головоломка 2» стала первым фильмом после «Дрянных девчонок», который лидировал в прокате три уик-энда подряд. Она также побила рекорд «Холодного сердца 2» (25 дней), став самым быстрым анимационным фильмом, который собрал 1 миллиард долларов по всему миру, сделав это за 19 дней. |
| 27 | 7 июля 2024      | Гадкий я 4                               | $75 009 210  | |
| 28 | 14 июля 2024     | Гадкий я 4                               | $43 598 695  | |
| 29 | 21 июля 2024     | Смерч 2                                  | $81 251 415  | «Смерч 2» побил рекорд «Послезавтра» (68,7 млн долларов) и стал самым кассовым фильмом о стихийных бедствиях за дебютный уик-энд. На этой неделе «Головоломка 2» побила рекорд «Холодного сердца 2» как самый кассовый анимационный фильм в мировом прокате. |
| 30 | 28 июля 2024     | Дэдпул и Росомаха                        | $211 435 291 | «Дэдпул и Росомаха» побили рекорды «Дэдпула 2» по самым высоким сборам в четверг вечером (18,6 млн долларов) и самому кассовому дню открытия (53,3 млн долларов) для фильма с рейтингом R с 38,5 млн долларов и 96 млн долларов соответственно. Они также побили рекорд «Короля Льва» (191,8 млн долларов) по самым высоким сборам за дебютный уик-энд в июле, рекорд «Дэдпула» (132,4 млн долларов) по самым высоким сборам за дебютный уик-энд для фильма с рейтингом R и рекорд «Мира юрского периода» (207,4 млн долларов) по самым высоким сборам за дебютный уик-энд летом. В настоящее время у них самый кассовый дебютный уик-энд в 2024 году. В течение выходных «Головоломка 2» побила рекорды «Суперсемейки 2» (608,6 млн долларов) как самый кассовый анимационный фильм и самый кассовый фильм Pixar в домашнем прокате. |
| 31 | 4 августа 2024   | Дэдпул и Росомаха                        | $96 809 328  | «Дэдпул и Росомаха» побили рекорд «Страстей Христовых» (370,7 млн долларов) и стали самым кассовым фильмом с рейтингом R в домашнем прокате. |
| 32 | 11 августа 2024  | Дэдпул и Росомаха                        | $53 774 969  | «Дэдпул и Росомаха» стали первым фильмом после «Головоломки 2», который лидировал в прокате три последовательных уикенда. В течение недели «Дэдпул и Росомаха» побили рекорд «Джокера» как самого кассового фильма с рейтингом R в мировом прокате. |
| 33 | 18 августа 2024  | Чужой: Ромул                             | $42 003 361  | |
| 34 | 25 августа 2024  | Дэдпул и Росомаха                        | $18 310 240  | «Дэдпул и Росомаха» вернули себе первое место в пятые выходные после релиза, став первым фильмом после «Аватара: Путь воды», возглавившим прокат в пятые выходные после релиза, и первым фильмом после «Семейки Крудс: Новоселье», возглавлявшим прокат в течение четырёх непоследовательных выходных. В течение выходных «Головоломка 2» стала первым анимационным фильмом, собравшим 1 миллиард долларов в международном прокате. |
| 35 | 1 сентября 2024  | Дэдпул и Росомаха                        | $15 469 312  | «Дэдпул и Росомаха» стали первым фильмом со времён «Аватара: Путь воды», который лидировал в прокате в шестые выходные после премьеры, и первым фильмом со времён «Человека-паука: Нет пути домой», который лидировал в прокате в течение пяти непоследовательных выходных. |
| 36 | 8 сентября 2024  | Битлджус Битлджус                        | $111 003 345 | |
| 37 | 15 сентября 2024 | Битлджус Битлджус                        | $51 350 355  | |
| 38 | 22 сентября 2024 | Битлджус Битлджус                        | $25 937 144  | «Битлджус Битлджус» стал первым фильмом после «Дэдпула и Росомахи», который лидировал в прокате три уик-энда подряд. |
| 39 | 29 сентября 2024 | Дикий робот                              | $35 790 150  | |
| 40 | 6 октября 2024   | Джокер: Безумие на двоих                 | $37 678 467  | |
| 41 | 13 октября 2024  | Ужасающий 3                              | $18 928 113  | |
| 42 | 20 октября 2024  | Улыбка 2                                 | $23 021 692  | |
| 43 | 27 октября 2024  | Веном: Последний танец                   | $51 012 404  | |
| 44 | 3 ноября 2024    | Веном: Последний танец                   | $25 902 766  | |
| 45 | 10 ноября 2024   | Веном: Последний танец                   | $15 904 148  | «Веном: Последний танец» стал первым фильмом после «Битлджус Битлджус», который лидировал в прокате три уик-энда подряд. |
| 46 | 17 ноября 2024   | Миссия: Красный                          | $32 106 112  | |
| 47 | 24 ноября 2024   | Злая: Сказка о ведьме Запада             | $112 508 890 | «Злая: Сказка о ведьме Запада» побила рекорд «Чем дальше в лес…» ($31,1 млн) по самому кассовому дебютному уик-энду для фильма, основанного на бродвейском мюзикле. На втором месте «Гладиатор 2», собравший $55,5 млн за первый уикенд, побив рекорд «Восьмой мили» ($51,2 млн) для исторического боевика. |
| 48 | 1 декабря 2024   | Моана 2                                  | $139 787 385 | «Моана 2» побила рекорды «Холодного сердца 2» по самым высоким сборам за дебютный уик-энд для фильмов Walt Disney Animation Studios ($130,3 млн) и самым высоким сборам за уик-энд в День благодарения ($86 млн), а также рекорд «Холодного сердца» ($67,4 млн) по самым высоким сборам за дебютный уик-энд в День благодарения. Её мировой премьерный уик-энд ($386,3 млн) побил рекорд «Братьев Супер Марио в кино» ($377 млн) по самым высоким сборам за первый уик-энд в мире для анимационного фильма. Второе место, падение «Злой: Сказки о ведьме Запада» (–27,9%) побило рекорд «Топ Ган: Мэверик» (–28,9%) по самому маленькому падению за второй уик-энд для любого фильма, дебютировавшего с более чем $100 млн в свой первый уик-энд. Она также побила рекорд «Бриолина» ($190 млн) по самой кассовой бродвейской адаптации в домашнем прокате. «Злая: Сказка о ведьме Запада» и «Моана 2» стали первыми двумя фильмами после «Миньонов: Грювитация» и «Тора: Любовь и гром» 2022 года, которые собрали более $100 млн за два последовательных уикенда. |
| 49 | 8 декабря 2024   | Моана 2                                  | $51 287 053  | |
| 50 | 15 декабря 2024  | Моана 2                                  | $26 499 368  | «Моана 2» стала первым фильмом со времён «Венома: Последний танец», который возглавил прокат три недели подряд. |
| 51 | 22 декабря 2024  | Соник 3 в кино                           | $60 102 146  | |
| 52 | 29 декабря 2024  | Соник 3 в кино                           | $37 010 506  | |

## Самые кассовые фильмы
Ниже представлен список десяти фильмов, собравших наибольшую кассу в США и Канаде за 2024 год.
| Место | Название                     | Дистрибьютор | Сборы, $    |
| ----- | ---------------------------- | ------------ | ----------- |
| 1     | Головоломка 2                | Disney       | 652 980 194 |
| 2     | Дэдпул и Росомаха            | Disney       | 636 745 858 |
| 3     | Злая: Сказка о ведьме Запада | Universal    | 473 231 120 |
| 4     | Моана 2                      | Disney       | 460 405 297 |
| 5     | Гадкий я 4                   | Universal    | 361 004 205 |
| 6     | Битлджус Битлджус            | Warner Bros. | 294 100 435 |
| 7     | Дюна: Часть вторая           | Warner Bros. | 282 144 358 |
| 8     | Смерч 2                      | Universal    | 267 762 265 |
| 9     | Муфаса: Король Лев           | Disney       | 254 567 693 |
| 10    | Соник 3 в кино               | Paramount    | 236 115 100 |